# 日本ガス機器検査協会
一般財団法人日本ガス機器検査協会（にほんガスききけんさきょうかい）は、一般財団法人。経済産業省所管の財団法人として1967年（昭和42年）設立。公益法人制度改革に伴い、2011年4月1日に一般財団法人に移行。

## 概要
- 所在：東京都港区赤坂1丁目4番10号
- 理事長：鈴木　善統
- 基本金：5億3,000万円

## 事業
- ガス主任技術者試験の経済産業大臣指定試験機関。
- ガス消費機器設置工事監督者講習の経済産業大臣指定講習機関。
- ガス事業法、液化石油ガスの保安の確保及び取引の適正化に関する法律、消費生活用製品安全法に基づく適合性検査や、ガス機器等製品の第三者認証を主業務としている。

## 関連機関
- 日本ガス協会